# Dlaczego kobiety zabijają?
Dlaczego kobiety zabijają? (ang. Why Women Kill) – amerykański internetowy serial telewizyjny (czarna komedia, komedio-dramat) wyprodukowany przez  CBS Television Studios,  Black Lamb, Acme Productions, Cherry Productions oraz Imagine Television Studios, którego twórcą jest Marc Cherry. Serial jest emitowany od 15 sierpnia 2019 roku przez CBS All Access. Natomiast w Polsce jest emitowany od 2 grudnia 2019 roku przez Canal+ Seriale. 
Fabuła serialu opowiada o trzech kobietach żyjących w trzech różnych dekadach, z których każda inaczej radzi sobie z niewiernością męża.

## Obsada

### Główna
- Lucy Liu jako Simone Grove[3]
- Ginnifer Goodwin jako Beth Ann Stanton[4]
- Kirby Howell-Baptiste jako Taylor Harding[5]
- Alexandra Daddario jako Jade[6]
- Sam Jaeger jako Rob Stanton[7]
- Sadie Calvano jako April[8]
- Jack Davenport jako Karl Grove[9]
- Reid Scott jako Eli Cohen[10]

### Role drugoplanowe
- Katie Finneran jako Naomi Harte[11]
- Alicia Coppola jako Sheila Mosconi[12]
- Leo Howard jako Tommy Harte[12]
- Adam Ferrara jako Leo Mosconi[13]
- Li Jun Li jako Amy Grove[14]

## Odcinki
| Sezon | Odcinki | Oryginalna emisja w CBS All Access | Oryginalna emisja w CBS All Access | Emisja w Polsce Canal+ Seriale | Emisja w Polsce Canal+ Seriale | Emisja w Polsce Canal+ Seriale |
| Sezon | Odcinki | Premiera sezonu                    | Finał sezonu                       | Premiera sezonu                | Finał sezonu                   |                                |
| ----- | ------- | ---------------------------------- | ---------------------------------- | ------------------------------ | ------------------------------ | ------------------------------ |
| 1     | 10      | 15 sierpnia 2019                   | 17 października 2019               | 2 grudnia 2019                 | 30 grudnia 2019                |                                |

### Sezon 1 (2019)
| Nr | Tytuł                                                                                            | Reżyseria                 | Scenariusz                    | Premiera w CBS All Access | Premiera w Canal+ Seriale |
| -- | ------------------------------------------------------------------------------------------------ | ------------------------- | ----------------------------- | ------------------------- | ------------------------- |
| 1  | Murder Means Never Having to Say You're Sorry                                                    | Marc Webb                 | Marc Cherry                   | 15 sierpnia 2019          | 2 grudnia 2019            |
| 2  | I'd Like to Kill Ya, But I Just Washed my Hair                                                   | Marc Webb                 | Austin Guzman                 | 22 sierpnia 2019          | 2 grudnia 2019            |
| 3  | I Killed Everyone He Did, But Backwards and in High Heels                                        | David Grossman            | Randi Mayem Singer            | 29 sierpnia 2019          | 9 grudnia 2019            |
| 4  | You Had Me at Homicide                                                                           | Valerie Weiss             | Greg Malins                   | 5 września 2019           | 9 grudnia 2019            |
| 5  | There's No Crying in Murder                                                                      | David Grossman            | Jeff Strauss, Brendan Stephan | 12 września 2019          | 16 grudnia 2019           |
| 6  | Practically Lethal in Every Way                                                                  | David Warren              | Joe Keenan                    | 19 września 2019          | 16 grudnia 2019           |
| 7  | I Found Out What the Secret to Murder is: Friends. Best Friends                                  | Elizabeth Allen Rosenbaum | Hannah Schneider              | 26 września 2019          | 23 grudnia 2019           |
| 8  | Marriages Don't Break Up on Account of Murder – It's Just a Symptom That Something Else Is Wrong | Lucy Liu                  | Alexa Junge                   | 3 października 2019       | 23 grudnia 2019           |
| 9  | I Was Just Wondering What Makes Dames Like You So Deadly                                         | Dawn Wilkinson            | Mary Elizabeth Hamilton       | 10 października 2019      | 30 grudnia 2019           |
| 10 | Kill Me as if It Were the Last Time                                                              | David Warren              | Marc Cherry, Curtis Kheel     | 17 października 2019      | 30 grudnia 2019           |

## Produkcja
Pod koniec września 2018 roku stacja CBS All Access ogłosiła zamówienie pierwszego sezonu od twórcy Gotowych na wszystko, Marc Cherry. W lutym 2019 roku poinformowano, że Lucy Liu, Ginnifer Goodwin i Reid Scott dołączyli do obsady. W kolejnym miesiącu ogłoszono, że Sam Jaeger, Alexandra Daddario, Kirby Howell-Baptiste, Leo Howard, Alicia Coppola, Sadie Calvano oraz Jack Davenport zagrają w serialu. W kwietniu 2019 roku poinformowano, że Katie Finneran i Adam Ferrara otrzymali role powracające. Na początku sierpnia 2019 roku ogłoszono, że Li Jun Li otrzymała rolę jako Amy Grove. 16 października 2019 roku  CBS All Access zamówiła drugi sezon.